# It All Comes Back
It All Comes Back es el segundo y último álbum de estudio de la banda Better Days de Paul Butterfield antes de emprender su carrera en solitario. Fue publicado en octubre de 1973 a través de Bearsville Records.

## Recepción de la crítica
Un escritor no especificado de la revista Cash Box escribió: “El maestro del blues Butterfield está en su mejor momento en este nuevo LP, el segundo para Bearsville. Siempre intentando llevar la creatividad a una forma musical establecida, Paul y su gran banda han creado algunas melodías de blues abrumadoras como «Take Your Pleasure Where You Find It», «It's Getting Harder to Survive» y "Too Many Drivers». Una versión muy funky de «If You Live» de Mose Allison complementa maravillosamente a [canciones] roqueras como «Win or Lose» y «Louisiana Flood» y las baladas «Poor Boy» y «Small Town Talk» capturan la esencia del blues de manera auténtica”. Un escritor no especificado de la revista Record World describió It All Comes Back como “un álbum magistral que mezcla blues urbano con un toque folk/rock, Paul y su excelente banda presentan melodías variadas, voces fuertes y habilidades fabulosas”. Un escritor no especificado de la revista Billboard comentó: “Considerado durante mucho tiempo como uno de los mejores arpistas de boca de blues del país, Butterfield se ha acercado un paso más a la comercialidad que constantemente se le ha escapado, sin dejar de permanecer fiel al blues. Su voz es estable, su banda de acompañamiento firme y su armónica excelente como siempre”.

### Revisiones retrospectivas
El crítico musical Robert Christgau escribió: “El premio aquí es la interpretación de Geoff Muldaur de «Small Town Talk» de Bobby Charles, una canción sobre traidores que suena como si hubiera sido hecha para la comunidad bohemia exurbana donde se originó la música, probablemente porque esa es la comunidad sobre la que fue escrita. La frenética nueva versión de Ronnie Barron de su propia «Louisiana Flood» ocupa el segundo lugar”. En una reseña retrospectiva, el sitio web AllMusic declaró: “El segundo álbum del grupo post-Blues Band de Paul Butterfield es un poco más relajado que su predecesor, pero definitivamente tiene sus momentos y, como antes, la maestría musical es estelar”.

## Relanzamientos
It All Comes Back fue relanzado en noviembre de 1987 en los Estados Unidos en LP y CD. El 28 de marzo de 1998, el álbum fue relanzado en Japón por Bearsville Records (como VICP-60298), e incluía «Keep Lovin' Me Baby» como bonus track. El 7 de marzo de 2007,  It All Comes Back fue relanzado por segunda ocasión en Japón como parte de la serie de lanzamientos Bearsville K2HD Original Jacket Collection, e incluía una versión en vivo de «Small Town Talk». El álbum fue relanzado en CD el 30 de abril de 2012 en el Reino Unido junto con Better Days, e incluía un bonus track.

## Lista de canciones
| Lado uno |                                                  |                                 |          |  |
| N.º      | Título                                           | Vocalista principal             | Duración |  |
| 1.       | «Too Many Drivers» (Andrew Hogg)                 | Paul Butterfield                | 3:21     |  |
| 2.       | «It's Getting Harder to Survive» (Ronnie Barron) | Ronnie Barron con Maria Muldaur | 4:02     |  |
| 3.       | «If You Live» (Mose Allison)                     | Paul Butterfield                | 3:29     |  |
| 4.       | «Win or Lose» (Bobby Charles, Paul Butterfield)  | Paul Butterfield                | 4:38     |  |
| 5.       | «Small Town Talk» (Charles, Rick Danko)          | Geoff Muldaur                   | 5:37     |  |

| Lado dos |                                                               |                                    |          |  |
| N.º      | Título                                                        | Vocalista principal                | Duración |  |
| 1.       | «Take Your Pleasure Where You Find It» (Charles, Butterfield) | Paul Butterfield con Bobby Charles | 3:43     |  |
| 2.       | «Poor Boy» (arr. por Geoff Muldaur)                           | Geoff Muldaur                      | 4:22     |  |
| 3.       | «Louisiana Flood» (Barron, Mac Rebennack)                     | Ronnie Barron                      | 3:42     |  |
| 4.       | «It All Comes Back» (Charles)                                 | Paul Butterfield con Geoff Muldaur | 6:08     |  |

- Los lados uno y dos fueron combinados como pista 1–9 en la reedición de CD.

| Bonus track (1998 Bearsville Records reissue) |                                               |          |  |
| N.º                                           | Título                                        | Duración |  |
| 10.                                           | «Keep Lovin' Me Baby» (previously unreleased) | 3:37     |  |

| Bonus track (2007 Bearsville Records reissue) |                                                 |          |  |
| N.º                                           | Título                                          | Duración |  |
| 10.                                           | «Small Town Talk» (Live at Winterland Ballroom) | 5:21     |  |

## Posicionamiento
| Gráfica (1973)                            | Pico de posición |
| ----------------------------------------- | ---------------- |
| Estados Unidos (Billboard Top LPs & Tape) | 156              |
| Estados Unidos (Cash Box Top 100 Albums)  | 153              |